# Tanja Pawollek
Tanja Pawollek (Obertshausen, 18 gennaio 1999) è una calciatrice tedesca naturalizzata polacca, centrocampista dell'Eintracht Francoforte, del quale è anche capitano, e della nazionale polacca.
In carriera ha inoltre indossato la maglia delle nazionali giovanili della Germania, dall'under 15 all'under 20, ottenendo un terzo posto con l'under 19 agli Europei di categoria di Irlanda del Nord 2017, a pari merito con i Paesi Bassi, e laureandosi campionessa d'Europa con la formazione under 17 all'Europeo di Bielorussia 2016.

## Carriera

### Club
Pawollek ha iniziato la sua carriera calcistica all'età di cinque anni nel TV Hausenm dove rimane per sei anni prima di trasferirsi all'SG Rosenhöhe. Lì ha giocato per l'ultima volta nelle giovanili della B-Jugend prima di trasferirsi nell'estate del 2016 all'1. FFC Francoforte, club che disputa la Frauen-Bundesliga, massimo livello del campionato tedesco femminile di calcio, con il quale ha firmato un contratto triennale.
Inizialmente inserita in rosa con la squadra riserve (1. FFC Francoforte II), si mette in luce tanto da aggiudicarsi la Fritz-Walter-Medaille di bronzo durante la dodicesima edizione del premio, il 31 agosto 2016 a Mönchengladbach.

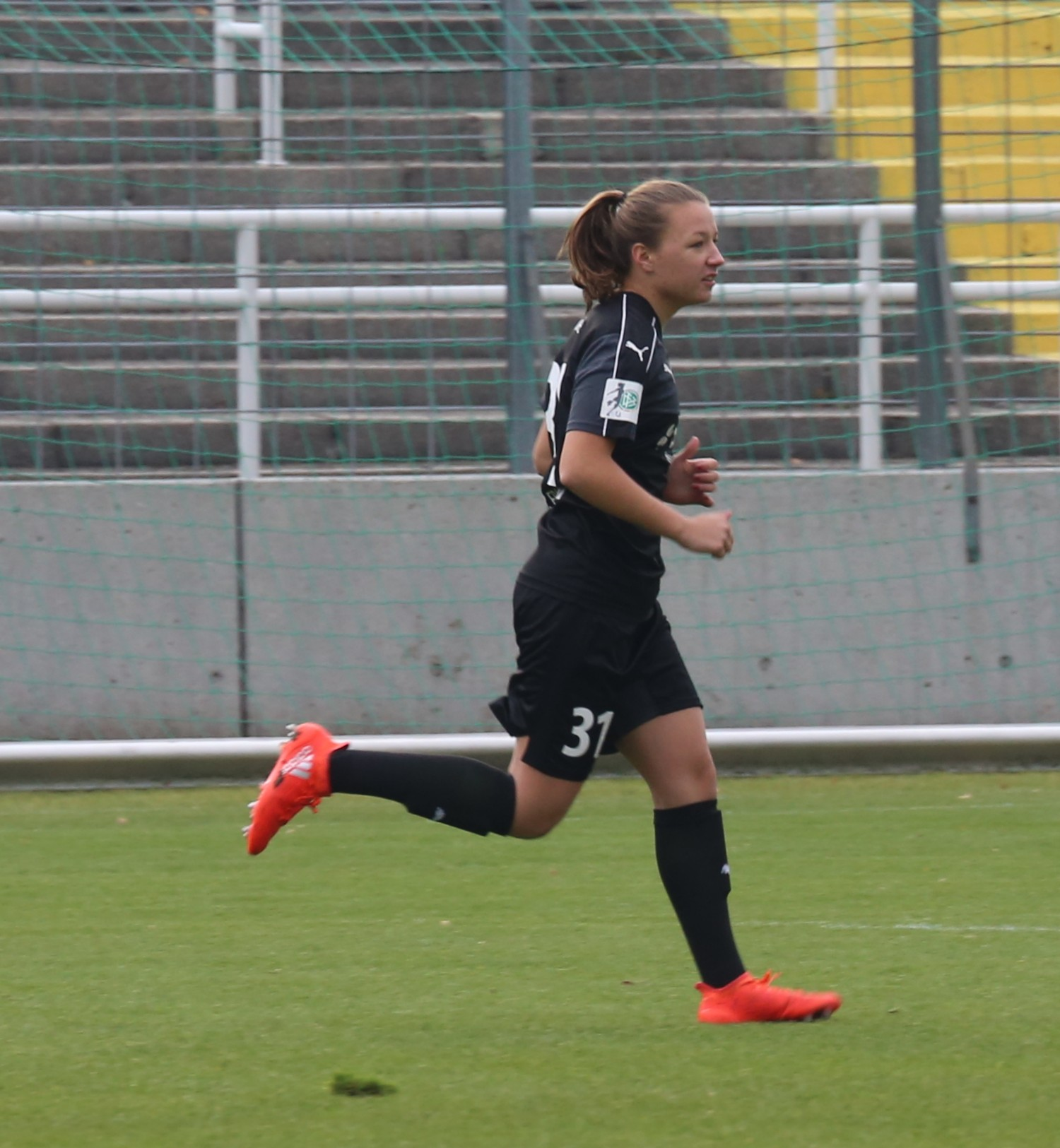
Pawollek con la maglia dell' nel novembre 2016.

Dopo aver giocato un'intera partita di 2. Frauen-Bundesliga (seconda divisione) contro l'Hoffenheim II il 28 agosto 2016, ha fatto il suo debutto in Bundesliga il 4 settembre 2016, alla 1ª giornata di campionato contro il Borussia M'gladbach, rilevando Saskia Bartusiak al 68' della vittoria casalinga del Francoforte per 8-0. Ha segnato il suo primo gol in Bundesliga il 30 aprile 2017, siglando prima dell'intervallo la rete del parziale 1-1 nel pareggio in trasferta con il Bayer Leverkusen, incontro poi terminato sul 2-2.
Un anno più tardi le sue prestazioni sportive le valgono una nuova nomination per la Fritz-Walter-Medaille, vedendosi assegnata la medaglia d'oro assieme all'argento della compagna di squadra Sophia Kleinherne nel corso della quattordicesima edizione del premio, il 9 settembre 2018 a Sinsheim nell'ambito della partita della squadra nazionale tedesca contro il Perù.
È capitano della squadra dalla stagione 2019-2020, l'ultima indossando i colori bianconeri in quanto l'Eintracht Francoforte dal luglio 2020 ne ha acquisito il titolo sportivo per fusione e il parco tesserate della storica società di Francoforte sul Meno. Pawollek è tra le giocatrici che, sempre sotto la guida di Niko Arnautis, dalla stagione successiva formano la rosa della squadra della nuova società, tecnico che continua a dare piena fiducia alla centrocampista fino al suo grave infortunio. Il 30 maggio 2021, nella finale di coppa di Germania, dove l'Eintracht viene sconfitto per 1-0 dal Wolfsburg, Pawollek subisce la rottura del legamento crociato ed è costretta a disertare il terreno di gioco per diversi mesi.
Alla sua seconda stagione con i nuovi colori, pur tornando a disposizione della prima squadra solo ad aprile 2022, contribuisce a far raggiungere alla squadra il 3º posto in classifica e il diritto di partecipare all'edizione 2022-2023 della UEFA Women's Champions League.
Completamente ristabilitasi per la stagione 2022-2023, Arnautis la fa debuttare in Champions League il 18 agosto 2022, nelle semifinali del gruppo 3 dove scende in campo da titolare nella vittoria per 2-0 con le danesi del Fortuna Hjørring, e in seguito la impiega in 21 incontri su 22 di campionato, nel quale l'Eintracht coglie nuovamente un 3º posto in classifica.

## Statistiche

### Presenze e reti nei club
Statistiche aggiornate al 28 maggio 2023.
| Stagione                     | Squadra                      | Campionato                   | Campionato | Campionato | Coppe nazionali | Coppe nazionali | Coppe nazionali | Coppe internazionali | Coppe internazionali | Coppe internazionali | Altre coppe | Altre coppe | Altre coppe | Totale | Totale |
| Stagione                     | Squadra                      | Comp                         | Pres       | Reti       | Comp            | Pres            | Reti            | Comp                 | Pres                 | Reti                 | Comp        | Pres        | Reti        | Pres   | Reti   |
| ---------------------------- | ---------------------------- | ---------------------------- | ---------- | ---------- | --------------- | --------------- | --------------- | -------------------- | -------------------- | -------------------- | ----------- | ----------- | ----------- | ------ | ------ |
| 2016-2017                    | 1. FFC Francoforte           | BL                           | 19         | 1          | CG              | 1               | 0               | -                    | -                    | -                    | -           | -           | -           | 20     | 1      |
| 2017-2018                    | 1. FFC Francoforte           | BL                           | 21         | 2          | CG              | 3               | 0               | -                    | -                    | -                    | -           | -           | -           | 24     | 2      |
| 2018-2019                    | 1. FFC Francoforte           | BL                           | 22         | 6          | CG              | 3               | 1               | -                    | -                    | -                    | -           | -           | -           | 25     | 7      |
| 2019-2020                    | 1. FFC Francoforte           | BL                           | 22         | 1          | CG              | 2               | 0               | -                    | -                    | -                    | -           | -           | -           | 24     | 1      |
| Totale 1. FFC Francoforte    | Totale 1. FFC Francoforte    | Totale 1. FFC Francoforte    | 84         | 10         | -               | 9               | 1               | -                    | -                    | -                    | -           | -           | -           | 93     | 11     |
| 2020-2021                    | Eintracht Francoforte        | BL                           | 21         | 6          | CG              | 5               | 1               | -                    | -                    | -                    | -           | -           | -           | 26     | 7      |
| 2021-2022                    | Eintracht Francoforte        | BL                           | 4          | 0          | CG              | 2               | 0               | -                    | -                    | -                    | -           | -           | -           | 6      | 0      |
| 2022-2023                    | Eintracht Francoforte        | BL                           | 21         | 3          | CG              | 1               | 0               | UWCL                 | 2                    | 0                    | -           | -           | -           | 24     | 3      |
| 2023-2024                    | Eintracht Francoforte        | BL                           | 6          | 0          | CG              | -               | -               | UWCL                 | 2                    | 0                    | -           | -           | -           | 8      | 0      |
| 2023-2024                    | Eintracht Francoforte        | BL                           | .          | .          | CG              | .               | .               | UWCL                 | .                    | .                    | -           | -           | -           | .      | .      |
| Totale Eintracht Francoforte | Totale Eintracht Francoforte | Totale Eintracht Francoforte | 52         | 9          | -               | 8               | 1               | -                    | 4                    | 0                    | -           | -           | -           | 64     | 10     |
| Totale carriera              | Totale carriera              | Totale carriera              | 83         | 12         | -               | 9               | 3               | -                    | 2                    | 0                    | -           | -           | -           | 94     | 15     |

## Palmarès

### Nazionale
- Campionato d'Europa under 17: 1

2016

### Individuale
- Fritz-Walter-Medaille

 Oro 2018
 Bronzo 2016